# Flavio Chame Barreto
Flavio Chame Barreto (Rio de Janeiro, 5 de junho de 1956) é um escritor, biólogo e professor universitário brasileiro, ocupante da cadeira 39 da centenária Academia Fluminense de Letras. Poeta e romancista, é também autor de vários livros nas áreas da Educação, Biologia e Informática. É formado em Biologia, especialista em Educação e mestre em Computação pela Universidade Federal do Rio de Janeiro (UFRJ).
Casou-se em 29 de novembro de 1979 com a professora, escritora e fonoaudióloga Maria Angela de Oliveira Champion Barreto, com quem teve um casal de filhos.
Autodidata, foi um dos pioneiros no uso da informática na educação no Brasil no ensino fundamental, já que no início da década de 1980 passou a criar individualmente seus aplicativos educacionais que complementavam os conteúdos ministrados em aulas de Ciências. Estes eram armazenados integralmente em disquetes de 3,5 polegadas, com 1,44 MB, já na interface amigável e colorida do sistema Windows.
No inicio de 2008 assumiu o cargo de professor de Ciências e Biologia no Colégio de Aplicação da Universidade Federal do Rio de Janeiro (CAp-UFRJ) e em 2012 concluiu seu mestrado em Computação pela Universidade Federal do Rio de Janeiro - UFRJ , seguindo a linha de pesquisa Informática, Educação e Sociedade e, a  partir daí, nos quatro anos subsequentes escreveu três livros sobre essas temáticas.
Também foi professor e coordenador pedagógico na educação pública da Secretaria de Educação do Estado do Rio de Janeiro (SEEDUC- RJ), docente e coordenador de graduação em instituições de ensino superior do setor privado (Centro Universitário Celso Lisboa - UCL, Fundação Educacional de Duque de Caxias - FEUDUC, Faculdade Duque de Caxias - UNIESP e Faculdades Integradas de Jacarepaguá - FIJ).
Durante esse período atuando na docência, concomitantemente escreveu grande parte da sua obra, voltada para a Educação e Biologia, além de dois romances e de um livro de poesias. Sua bibliografia atingiu a marca de 20 obras em 2017 e, em 9 de novembro deste ano, foi eleito para ocupar a cadeira 39 da Academia Fluminense de Letrass, a academia oficial do estado do Rio de Janeiro (Lei 7588 de 17 de maio de 2017 - DOERJ,) substituindo o também professor, poeta e acadêmico José Geraldo Pires de Mello.

## Biografia
Flavio Chame Barreto era o segundo filho de um total de três irmãos. Sua mãe era uma doméstica e seu pai um mecânico de automóveis que também era músico nos finais de semana, quando atuava como trompetista nas pequenas orquestras em bailes locais. Seus pais não conseguiram completar o ensino fundamental , mas cultivavam e estimulavam o hábito da leitura em casa, o que possivelmente serviu de modelo para seus filhos.
Cursou seus estudos superiores na Universidade Federal do Rio de Janeiro - UFRJ e sempre residiu no Rio de Janeiro. Casou-se em 1979 com a professora, escritora e fonoaudióloga Maria Angela de Oliveira Champion Barreto e se tornou professor de Ciências e Biologia, sendo biólogo na especialização Genética, especialista no ensino de Ciências e Biologia e mestre em computação, sendo todos os seus títulos outorgados pela mesma instituição (UFRJ).
Foi habilitado pela Ordem dos Músicos do Brasil na especialidade contrabaixo em  1987, porém preferiu atuar mais intensamente na área da docência do que na música e, trinta anos depois, em 2017, tomou posse da cadeira 39 da centenária Academia Fluminense de Letras (AFL) na classe das Letras com saudação do decano da AFL Sávio Soares de Sousa. Ocupou cargos ligados à educação como coordenador e professor e na formação profissional em instituições educacionais públicas e privadas, além de ter publicado 20 livros nas áreas da educação, informática, biologia, além de romances e poesias.

## Obras publicadas
Publicou, dentre outras obras:
- Informática descomplicada para Educação: aplicações práticas para sala de aula  -  Ed. Érica; São Paulo; 2014 - I.S.B.N. - 9788536507149
- Os parasitas mais importantes do Brasil: das amebas aos governantes - Ed. CDA; São Paulo; 2017 - I.S.B.N. - 9781542969154
- Os Milagres de Kari: O amor como testemunha da Colônia à República - Ed. CDA; São Paulo; 2017.- I.S.B.N. – 9781547103386
- A Neurociência da corrupção: Como um escambo esculhambou um país - Ed. CDA; São Paulo; 2017 - I.S.B.N. – 1547101113
- Como educar uma criança chamada Brasil: Manual de sobrevivência para a Educação - Ed. CDA; São Paulo; 2016 -  I.S.B.N. – 9781530903993
- Estratégias docentes eficazes: Quando a Neurociência, as Teorias de Aprendizagem e a Prática do Professor se Complementam - Ed. CDA; São Paulo; 2015 - I.S.B.N. - 978-1499243147
- Parasitologia básica descomplicada - Ed. CreateSpace; N Charleston; 2017 - I.S.B.N. – 1543199194
- Um Brasil descrito com tintas mestiças e negras - Ed. CDA; São Paulo; 2018 - I.S.B.N. – 9781981149605
- O nome perfeito para o meu filho? Informações para auxiliar essa difícil decisão - Ed. CDA; São Paulo; 2017 - I.S.B.N. – 9781973869351
- Trabalho de Conclusão de Curso descomplicado - Ed. CDA; São Paulo; 2017 - I.S.B.N. – 9781544041209
- Informática x Professor: Como simplificar e diminuir essas distâncias - Ed. CDA; São Paulo; 2016 - I.S.B.N. – 9781534605534
- A Biologia descomplicada de A até Z: A plena compreensão desde a origem de cada termo (Volume único) - Ed. CreateSpace; N Charleston, 2016 - I.S.B.N. – 9781534778559
- A Biologia descomplicada de A até L (Volume 1) e A Biologia descomplicada de M até Z (Volume 2) - Ed. CDA ; São Paulo; 2016 - I.S.B.N. – 1534778551
- Biocionário ilustrado - Ed. CreateSpace; N Charleston;  2016 - I.S.B.N. – 1540385221
- Linhas Hialinas - Ed. CDA; São Paulo; 2014 - I.S.B.N. - 9781541062283
- Biocionário: A Biologia  em rápidas consultas - Ed. CDA; São Paulo; 2016 - I.S.B.N. – 9781540385222
- O fogo inexplicável dos desejos - Ed. CDA; São Paulo; 2017 - I.S.B.N. – 9781533532343
- Scratch: Construa brincando seus jogos e programas computacionais - Ed. CreateSpace; N Charleston; 2014 -  I.S.B.N. - 9781499341133
- Interdisciplinaridade no Ensino Superior: Reflexões e descrição de uma prática real - Flavio Chame Barreto; Patricia Silva Olario; Carlos Douglas Nascimento Marcelino - Ed, CreateSpace; N Charleston; 2015.- I.S.B.N. – 9781514785867
- Educação Escolar: Evolução Histórica, Teorias, Práticas Docentes e Reflexões; Flavio Chame Barreto e Nádia Joseane Rockenback Almeida - Ed. Érica; São Paulo; 2014 - I.S.B.N. - 9788536508672